# توماس هيرمان جونسون
توماس هيرمان جونسون هو سياسي كندي، ولد في 12 فبراير 1870، وتوفي في 20 مايو 1927. انتخب عضو المجلس التنفيذي لمانيتوبا ‏.